# Liste démocratique de Nazareth
La Liste démocratique de Nazareth (arabe : القائمة الديموقراطية للناصرة, hébreu : רשימה דמוקרטית של נצרת, Reshima Demokratit shel Natzrat, parfois nommée Parti démocratique de Nazareth) était un parti politique arabe israélien, le seul qui remporta des sièges à la Knesset lors des élections législatives de 1949. Le parti, soutenu par le Mapaï de David Ben Gourion, tirait son nom de sa base, Nazareth, la plus grande ville arabe d'Israël.

## Histoire
Lors des élections législatives de 1949, la Liste démocratique de Nazareth obtint 1,7 % des suffrages et deux sièges à la Knesset. Il y fut représenté par Seif el-Din el-Zoubi et son chef, Amin-Salim Jarjora.
Le parti était soutenu par le Mapaï, David Ben Gourion souhaitant inclure les Arabes israéliens dans le fonctionnement de l’État afin de prouver la possibilité de la coexistence pacifique et productive entre Juifs et Arabes, et ainsi, durant les années 1950, de nombreux partis arabes associés au Mapaï apparurent. Cette association permit au parti de participer aux coalitions gouvernementales pour les premier et deuxième gouvernements durant la première session de la Knesset.
Le parti ne participa pas aux élections législatives de 1951, bien que Seif el-Din el-Zoubi soit élu sur la Liste démocratique pour les Arabes israéliens. Amin-Salim Jarjora ne revint pas à la Knesset, mais fut élu maire de Nazareth en 1954, position qu'il occupa jusqu'à son remplacement par Seif el-Din el-Zoubi en 1959.